# Парата
Парата (фр. Parata, корс. A Parata) — коммуна во Франции, находится в регионе Корсика. Департамент коммуны — Верхняя Корсика. Входит в состав кантона Кастаньичча. Округ коммуны — Корте.
Код INSEE коммуны — 2B202.

## Население
Население коммуны на 2008 год составляло 32 человека.
| 1962 | 1968 | 1975 | 1982 | 1990 | 1999 | 2008 |
| ---- | ---- | ---- | ---- | ---- | ---- | ---- |
| 3    | 50   | 45   | 35   | 25   | 27   | 32   |

## Экономика
В 2007 году среди 11 человек в трудоспособном возрасте (15—64 лет) 1 был экономически активным, 10 — неактивными (показатель активности — 9,1 %, в 1999 году было 18,2 %). Работала 1 женщина, безработных не было. Среди 10 неактивных 1 человек был учеником или студентом, 6 — пенсионерами, 3 были неактивными по другим причинам.